# 趙允敍
趙允敍（韓語：조윤서，1993年1月4日—），另譯趙尹瑞，韓國女演員，曾用藝名尹瑞。

## 演藝經歷
在這之前趙允敍使用的是第一個經紀公司建議的藝名尹瑞進行活動，但在門戶網站搜索名字時首先出現的是同名成人演員的相關信息，她的父親對此感到特別遺憾，所以在簽約新公司後改以本名展開活動。

## 演出作品

### 電視劇
- 2012年：SBS《家族的誕生》飾演 馬藝里（少年）
- 2013年：tvN《戀愛操作團：大鼻子情聖》飾演 閔世京（客串）
- 2013年：tvN《請回答1994》飾演 車愛貞（客串）
- 2014年：MBC《來了！張寶利》飾演 秀妍（客串）
- 2014年：MBN《天國的眼淚》飾演 陳蒂茵
- 2015年：KBS《今天開始我愛你》飾演 尹勝兒
- 2016年：SBS《神秘的新學生》飾演 惠靜
- 2016年：SBS《戲子》飾演 李智英
- 2016年：MBC《給予幸福的人》飾演 李素晶
- 2018年：TV朝鮮《大君－繪製愛情》飾演 鄭雪花
- 2021年：tvN《我的上流世界》飾演 吳秀英
- 2023年：JTBC《歡迎回到三達里》飾演 方恩珠
- 2025年：Wavve《沒出息的歷史》飾演 蘇珠妍
- 2025年：TVING《鯊魚：風暴》飾演 尹智熙
- 2025年：U+Mobiletv《戀愛恐懼症》飾演 薛在熙

### 電影
- 2017年：《路》飾演 尚範的孫女
- 2018年：《猖獗》飾演 後宮1
- 2022年：《奇怪的數學家》飾演 朴寶藍
- 2022年：《晝盲神探》飾演 姜嬪
- 2024年：多段式电影《Cinematic Noble 2：我人生中最美好的一天》饰演 吴恩秀（通过IPTV播映）[3]
- 待定：《三恶道》

## 外部連結
- 趙允敍的Instagram帳戶
- 趙允敍在NAVER上的资料
- 趙允敍在韩国电影数据库（KMDb）上的資料（韓語）
- 趙允敍在互联网电影资料库（IMDb）上的資料（英文）